# Phasa'el
Phasa'el eller Phasaelis, död levde första århundradet e. Kr., var en prinsessa av Nabatea. 
Hon var dotter till kung Aretas IV Philopatris av Nabatea. 
Hon gifte sig med Herodes Antipas.
Phasaelis flydde till sin far i Nabatea då hon fick veta att hennes make planerade att skilja sig från henne för att gifta sig med Herodias, något som utlöste ett krig mellan hennes make och far. 